# Československá živnostensko-obchodnická strana středostavovská
Československá živnostensko-obchodnická strana středostavovská, též Československá živnostensko-obchodnická strana středostavová byla liberální politická strana působící v letech 1908–1938 (případně už od 1906) v Rakousko-Uhersku a následně v Československu. Strana hájila názory drobných a středních podnikatelů, nejvyšší voličskou podporu měla v obcích s od 2 000 do 5 000 obyvatel.
Politická strana českoslovanského živnostenstva byla založena 20. dubna 1908 v Prostějově, politické ústředí měla strana původně v Olomouci, kde sídlila redakce Živnostenského zpravodaje. V nevoleném Revolučním národním shromáždění stranu zastupoval jako jediný zástupce Rudolf Mlčoch, když se místa ve prospěch živnostníků zřekli v rámci kompromisního řešení sociální demokraté a národní demokraté, kteří se nedokázali dohodnout, které straně by mělo připadnout. Mlčoch hospitoval v poslaneckém klubu sociální demokracie.
Mezi nejvýznamnější osobnosti patřili Josef V. Najman a Rudolf Mlčoch, kteří vykonávali funkce ministrů v několika tehdejších československých vládách (1925–1932, 1935–1938), včetně tzv. panské koalice (1926–1929). Tiskovým orgánem strany byl deník Reforma, od roku 1931 Národní střed, na Moravě a ve Slezsku pak Československý deník, od roku 1932 Moravský deník. Výraznou postavou živnostenské strany na jihu Čech se stal Karel Rezek, župní tajemník a redaktor Jihočeského národohospodáře.
V roce 1937 konala strana svůj sjezd 20. června v Uherském Hradišti při příležitosti Výstavy Slovácka.
Strana zanikla v roce 1938 vstupem do Strany národní jednoty, po okupaci její členové přistoupili k Národnímu souručenství. Ačkoliv se ani Rudolf Mlčoch, ani další vedoucí představitelé neprovinili samotnou kolaborací, dle Košického vládního programu z dubna 1945 již nebylo povoleno stranu obnovit. Z bývalých členů strany zasedli v letech 1945-1948 v parlamentu Eduard Fusek (zvolen do pražského zastupitelstva v roce 1938) a Jan Horák (senátor 1935–1939) za lidovce, František Přeučil za národní socialisty a Alexander Vido za slovenskou Demokratickou stranu.

## Politický program
Těžiště programu, který získal podobu po živnostenském sjezdu v roce 1919, spočívalo v sociálně-hospodářské struktuře společnosti. Základním prvkem národního hospodářství měly být malé a střední rodinné podniky v soukromém vlastnictví. Naopak největší hrozbu strana spatřovala v expanzivní kapitalistické velkovýrobě. Velké podniky dle živnostníků nebylo možné provozovat demokraticky a bylo je proto nutné združstevnit či zestátnit.
Daňový systém měl zatěžovat jednotlivé vrstvy společnosti rovnoměrně, přičemž důraz byl kladen na snížení příjmových daní a úspornost ve státní správě.
Zvláštní pozornost byla věnována rovněž sociální politice. Živnostníci hájili obsáhlé sociální reformy ve prospěch pracujících vrstev, které by občanům zajistily sociální spravedlnost a přiměřené materiální zabezpečení. Takto měl co největší počet jednotlivců dosáhnout hospodářské samostatnosti.
Deklarativní část programu hlásala suverénní národní stát vybudovaný na demokratickém základě, svrchovanost lidu, právo na sebeurčení a přímé rovné a tajné volební právo pro všechny. Za samozřejmost živnostníci považovali odloučení státu od církve. Vyznávali úplnou náboženskou svobodu a základ mravního řádu pro ně představovala škola. Obranu státu neměla zajišťovat armáda, nýbrž lidové milice.

## Volební výsledky

### Poslanecká sněmovna
Volební výsledky strany do poslanecké sněmovny. Počet hlasů a mandátů je za celou ČSR, v roce 1920 mimo Těšínska a Podkarpatské Rusi.
| Volby | Hlasy   | Hlasy | Mandáty | Mandáty | Pozice | Postavení |
| Volby | Abs.    | %     | Abs.    | ±       | Pozice | Postavení |
| ----- | ------- | ----- | ------- | ------- | ------ | --------- |
| 1920  | 122,813 | 2.0   | 6/281   |         | 12.    | Opozice   |
| 1925  | 285,928 | 4.0   | 13/300  | ▲7      | ▲10.   | Vláda     |
| 1929  | 291,209 | 3.9   | 12/300  | ▼1      | ▼11.   | Vláda     |
| 1935  | 448,049 | 5.4   | 17/300  | ▲5      | ▲9.    | Vláda     |

#### Zvolení poslanci
1920: Karel Anděl, František Horák, Rudolf Mlčoch, Josef Václav Najman, Josef Pastyřík, Václav Vávra, (po odchodu z ČSS hospitoval v roce v 1921 do zbavení mandátu v poslaneckém klubu Vladimír Drobný)
1925: Karel Anděl, Alois Beneš, František Horák, Václav Hýbner, Antonín Jiráček, František Kyncl, Rudolf Mlčoch, Josef Václav Najman, Josef Náprstek, František Ostrý, František Pechman, Jan Pekárek, Václav Vávra
1929: Alois Beneš, František Horák (+1933, nahradil jej Jan Pelnář), Václav Hýbner (rezignoval 1934, nahradil jej Josef Oliva), Antonín Jiráček, Ján Líška, Rudolf Mlčoch, Josef Václav Najman, Josef Náprstek (+1931, nahradil jej Emanuel Kejmar), František Ostrý, František Pechman, Jan Pekárek, Václav Vávra
1935: Alois Beneš, Štěpán Habarta, Karel Chalupa, Antonín Jiráček, Emanuel Kejmar, Ján Líška, Josef Luka, František Michálek, Rudolf Mlčoch, Josef Václav Najman (+1937, nahradil jej Emanuel Haninger), Josef Oliva, František Ostrý, Jan Pekárek, Bohuš Rodovský, Jan Slavíček, Emanuel Šedý, Václav Vávra

### Senát
Volební výsledky strany do senátu. Počet hlasů a mandátů je za celou ČSR, v roce 1920 mimo Těšínska a Podkarpatské Rusi.
| Volby | Hlasy   | Hlasy | Mandáty | Mandáty | Pozice |
| Volby | Abs.    | %     | Abs.    | ±       | Pozice |
| ----- | ------- | ----- | ------- | ------- | ------ |
| 1920  | 107,674 | 2.1   | 3/150   |         | 11.    |
| 1925  | 257,171 | 4.2   | 6/150   | ▲3      | ▲10.   |
| 1929  | 274,085 | 4.2   | 6/150   | ▬0      | ▼11.   |
| 1935  | 393,732 | 5.4   | 8/150   | ▲2      | ▲9.    |

#### Zvolení senátoři
1920: Jan Kotrba, Josef Thoř, Emanuel Trčka
1925: Bohuš Kianička, Jan Kotrba, Josef Thoř, Emanuel Trčka, Josef Pastyřík, Julius Sláma
1929: Bohuš Kianička, Jan Kotrba, Josef Thoř, Emanuel Trčka (rezignoval 1932, nahradil jej Jaroslav J. Horák), Josef Pastyřík, Julius Sláma
1935: Otakar Bas, Jan Horák, Bohuš Kianička (+1938, nahradil jej Juraj Vyskočil), Jan Kotrba, František Pechman, Julius Sláma, Josef Thoř, Antonín Vlk, (po odchodu z Národního sjednocení byl od února 1938 hospitantem v senátorském klubu Josef Havlín)

## Volební výsledky v zemských volbách
Po správní reformě, jež vstoupila v platnost v roce 1928, vznikly čtyři země (Česká, Moravskoslezská, Slovenská, Podkarpatoruská). Celkově do jejich zastupitelstev proběhly dvojí volby, kdy 2/3 členů byly voleny a 1/3 jmenována vládou.
Volební výsledky strany do zemských zastupitelstev. Počet hlasů a získaných volených mandátů.
| Rok  | Země            | Hlasů   | %    | Mandátů |
| ---- | --------------- | ------- | ---- | ------- |
| 1928 | Česká           | 162 231 | 4,64 | 4       |
| 1928 | Moravskoslezská | 68 729  | 4,19 | 2       |
| 1928 | Slovenská       | 15 394  | 1,16 | 0       |
| 1928 | Podkarpatoruská | 11 489  | ?    | ?       |
| 1935 | Česká           | 254 086 | 6,35 | 5       |
| 1935 | Moravskoslezská | 116 028 | 6,14 | 3       |
| 1935 | Slovenská       | 31 641  | 2,09 | 1       |
| 1935 | Podkarpatoruská | 3 703   | 1,24 | 0       |